# Sergio Odabai
Sergio Odabai (* 13. Juni 1997 in Wien) ist ein österreichischer Boxer im Superleichtgewicht.

## Amateurkarriere

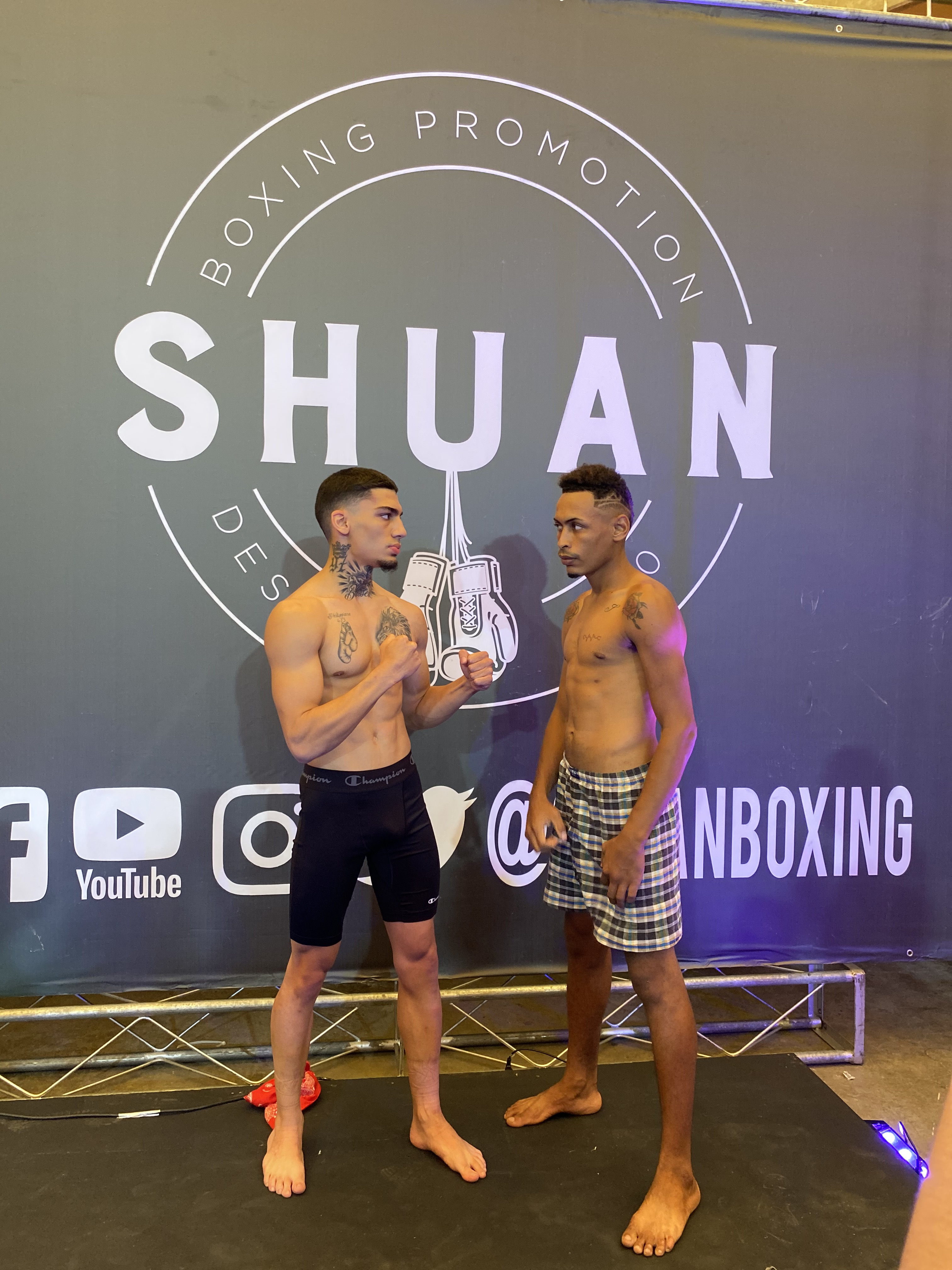
Odabai (links) bei seinem Profidebüt

Als Jugendlicher lernte er zunächst Kampfsport, dann Boxen durch seinen Großvater, der in Jugoslawien ein erfolgreicher Boxer im Bantamgewicht war. Mit 13 Jahren begann Odabai unter Anleitung seines Trainers Johann Senfter zu boxen. Er wechselte 2016 zum Boxclub Bounce und Cheftrainer Daniel Nader. Er bestritt mehrere Amateurkämpfe in Österreich, darunter boxte er auch auf der ersten Bounce Fight Night in der Ottakringer Brauerei.
Auf der Suche nach stärkerer Förderung flog er 2018 in die USA und gelangte zu einem Onkel in Denver, Colorado. Dort trainierte er unter dem Trainer Robert Bacca. Odabai nahm 2018 an den Ringside World Championships teil. Im Finale unterlag er Daniel Bailey. 2019 nahm er in Colorado an den Golden Gloves teil und wurde im Finale von Ezequiel Borrero besiegt.

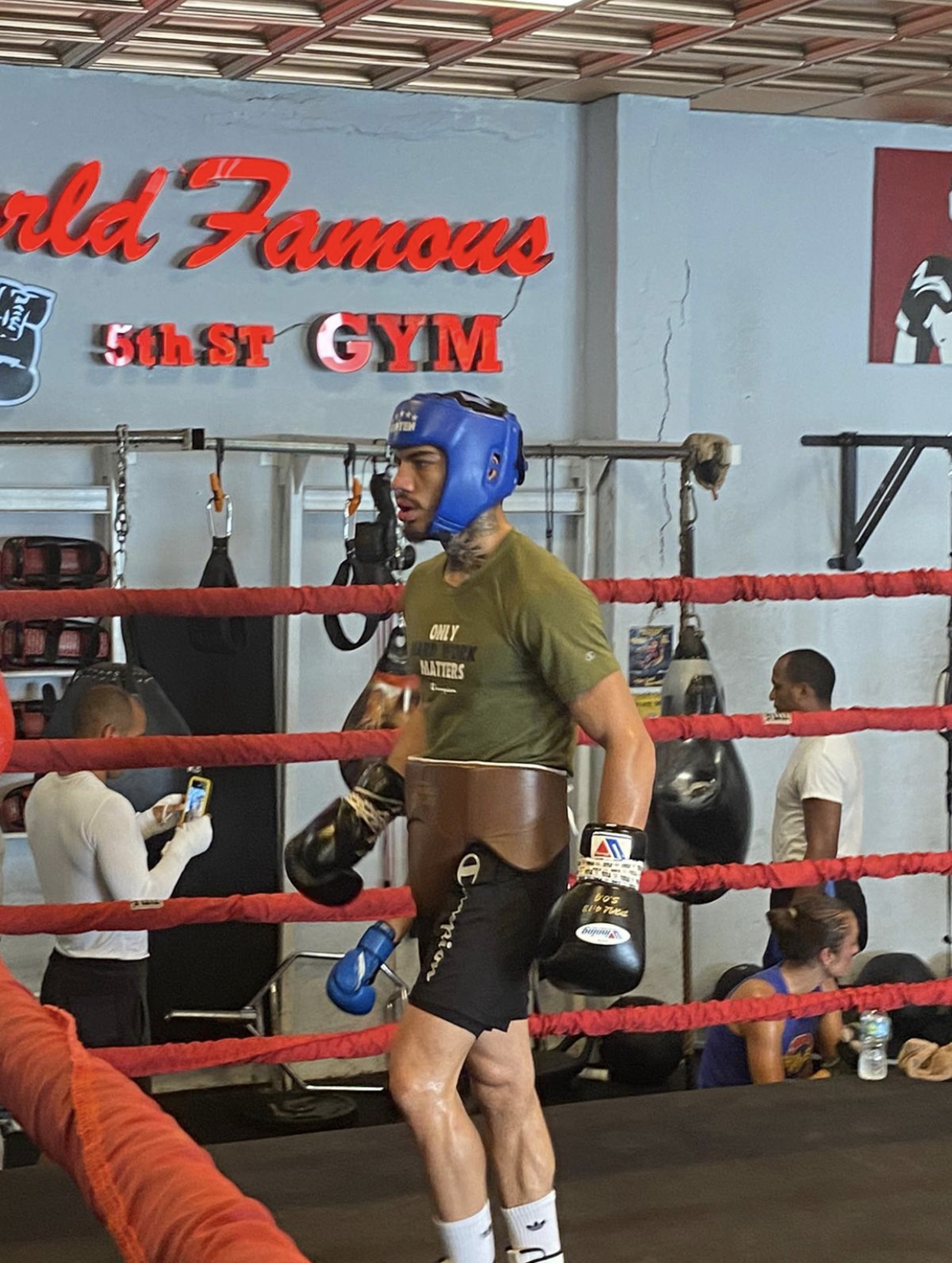
Odabai beim Training

## Amateurerfolge
- 2017: Länderkampf Österreich gegen Serbien: Sieg nach Punkten[3]
- 2018: Ringside World Championships: Silbermedaille
- 2019: National Golden Gloves: Silbermedaille

Amateurbilanz: 43 Kämpfe, 5 Niederlagen, ein Unentschieden

## Profikarriere
Ende 2020 nahm die All Nations Sports & Entertainment Sergio Odabai unter Vertrag, gleichzeitig bekam er auch einen Managervertrag von Henry Lewis, der auch Inhaber von Lewis Boxing Promotion ist. Im April 2021 wurde Odabai für ein sechswöchiges Trainingslager nach Miami zum Payne Boxing Camp geschickt, um sich auf sein Profidebüt vorzubereiten. Es fand in der Dominikanischen Republik statt, wo er auf Luis Fernandez Vasquez traf. Odabai beendete den Kampf in der 3. Runde durch K. o.
Im August 2021 trennte sich Odabai von All Nations Sports & Entertainment und ging zurück zum Boxclub Bounce. Dort boxte er am 18. September 2021 seinen zweiten Profikampf für den Boxclub auf der Bounce Fight Night. Er kämpfte gegen Jaroslav Hriadel, der Kampf ging über sechs Runden. Hriadel ging dreimal zu Boden.
Sergio Odabai bekam 2023 ein Angebot von Top Rank einer der größten Box Promotions der Welt, für November einen Kampf in der T-Mobile Arena in Las Vegas gegen Hugo Micallef zu bestreiten.
Der Kampf fand auf der undercard von Shakur Stevenson statt. Odabai verlor den Kampf , doch er gilt als erster Österreichischer Boxer der in Las Vegas in der T-mobile Arena geboxt hat unter der größten Box Promotion Top Rank.